# 瓊戈亞佩區
瓊戈亞佩區（西班牙語：Distrito de Chongoyape），是秘魯的一個區，位於該國西北部蘭巴耶克大區的奇克拉約省，始建於1840年7月30日，面積712平方公里，海拔高度209米，2013年人口25,400，人口密度每平方公里35.67人。